# ルシアン・アグメ
- ルシアン・アグメ
- ルシアン・アゴウメ
- リュシアン・アグメ
- リュシアン・アゴウメ

ルシアン・アグメ（フランス語: Lucien Agoumé、2002年2月9日 - ）は、カメルーン・ヤウンデ出身のサッカー選手。セビージャFC所属。ポジションはミッドフィールダー。

## 経歴

### クラブ
2018年10月19日、トロワ戦でプロデビュー。
2019年7月5日、3年契約でインテルナツィオナーレ・ミラノに移籍し、同年12月15日のフィオレンティーナ戦でセリエAデビュー。
2020年9月24日、スペツィア・カルチョに1年間の期限付きで移籍することが発表された。
2021年8月31日、アグメはシーズンローンでリーグ・アンクラブブレストに加入しました。 2022年9月1日、アグメはトロワに貸し出されました。
2024年1月10日、アグメはリーガ・エスパニョーラクラブセビージャにシーズン終了までの期間のローン移籍で加入し、契約には800万ユーロと報じられる買い取りオプションが含まれています。

### 代表
2018年よりフランス代表の各世代のユースチームでプレーしており、U-17所属時の2019年にはFIFA U-17ワールドカップで3位となった。